# Xian de Huangling
Le xian de Huangling (黄陵县 ; pinyin : Huánglíng Xiàn) est un district administratif de la province du Shaanxi en Chine. Il est placé sous la juridiction de la ville-préfecture de Yan'an.

## Démographie
La population du district était de 116 163 habitants en 1999.